# Trouble in Texas
Pour plus de détails, voir Fiche technique et Distribution.
Trouble in Texas est un film américain réalisé par Robert N. Bradbury, sorti en 1937.

## Synopsis
De nombreux cow-boys gagnants du Middleton Rodeo sont assassinés ou disparaissent, l'un étant le père de Tex Masters. Tex fait équipe avec la policière secrète Carmen Serano pour la justice et la vengeance.

## Fiche technique
- Titre original : Trouble in Texas
- Réalisation : Robert N. Bradbury
- Scénario : Robert Emmett Tansey d'après une histoire de Lindsley Parsons (non crédité)
- Directeur musical : Frank Sanucci
- Photographie : Gus Peterson
- Montage : Frederick Bain
- Direction artistique : Ralph Berger (non crédité)
- Costumes : Louis Brown et Maizie Lewis (non crédités)
- Production : Edward Finney
- Société de production : Boots and Saddles Pictures
- Société de distribution : Grand National Films
- Pays de production : États-Unis
- Langue : anglais
- Format : Noir et blanc - Son : Mono
- Genre : Western
- Durée : 63 minutes
- Date de sortie :
  - États-Unis : 6 mars 1937

## Distribution
- Tex Ritter : Tex Masters
- Rita Hayworth (Rita Cansino) : Carmen Serano
- Yakima Canutt : Henchman Squint Palmer
- Charles King : Henchman Pinto
- Horace Murphy : Sidekick Lucky
- Earl Dwire : Barker
- Tex Cooper : Annonceur du Rodéo
- Hal Price : Officier fédéral
- Glenn Strange : Shérif Middleton
- Jack C. Smith : Banker Bix
- The Texas Tornadoes : Musiciens
- White Flash : Le cheval de Tex